# Partit de la Democràcia i el Progrés
El Partit de la Democràcia i el Progrés (en turc: Demokrasi ve Atılım Partisi, DEVA) és un partit polític turc fundat el 9 de març de 2020 sota la direcció d'Ali Babacan. L'abreviatura oficial «DEVA» (significa "remei" en turc) segons els estatuts del partit. La silueta de la icona representa un rebroll en una gota d'aigua. El seu president és Ali Babacan.

## Història

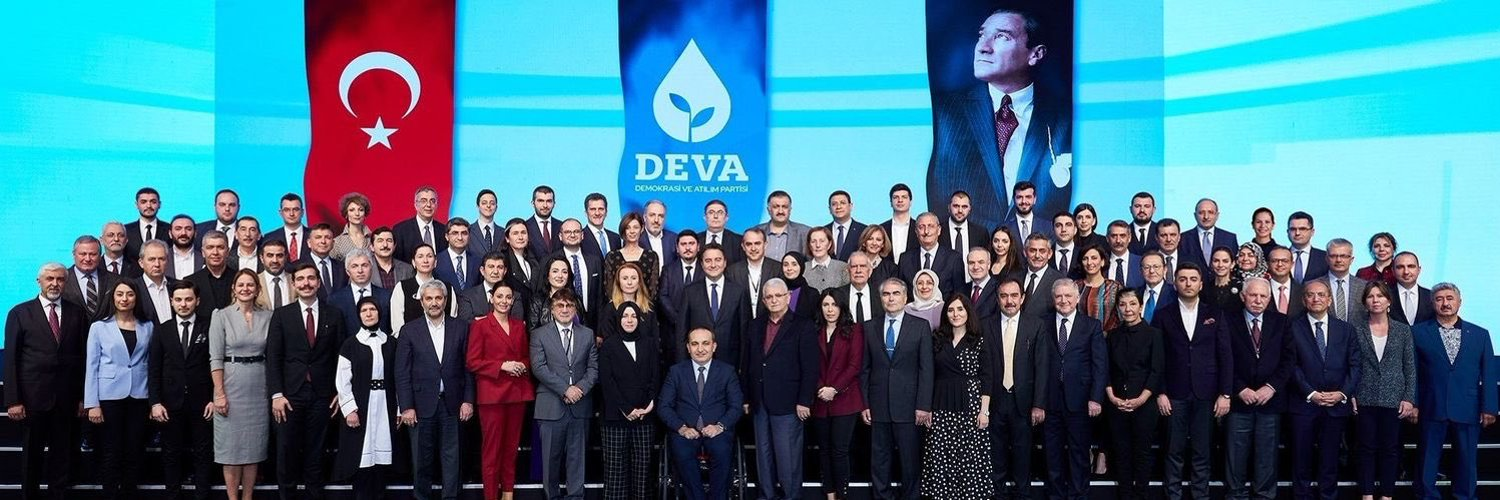
Junta de fundadors del partit DEVA

El partit DEVA és un partit polític de Turquia format per l'exviceprimer ministre Ali Babacan. Després de la seva fundació, el partit està representat amb un escó a la Gran Assemblea Nacional, ja que el diputat Mustafa Yeneroğlu n'és un dels seus fundadors. Entre els fundadors del partit s'hi troba el diputat Mustafa Yeneroğlu, l'exministre de Justícia Sadullah Ergin, l'exalcalde de Balıkesir Ahmet Edip Uğur, l'exministre de Ciència, Indústria i Tecnologia Nihat Ergün i l'exministra d'Estat Selma Aliye Kavaf. Babacan fou elegit president del partit per unanimitat en la primera reunió de fundadors del 10 de març de 2020. Anuncià el logotip oficial i l'agenda de la festa l'11 de març del 2020, en l'esdeveniment de llançament del partit.

## Resultats electorals
| Year | Leader      | Seats    | Seats | Position |
| Year | Leader      | Seats    | +/-   | Position |
| ---- | ----------- | -------- | ----- | -------- |
| 2023 | Ali Babacan | 15 / 600 | Nou   | Oposició |